# District de Betioky Sud
 (mars 2023).
Si vous disposez d'ouvrages ou d'articles de référence ou si vous connaissez des sites web de qualité traitant du thème abordé ici, merci de compléter l'article en donnant les références utiles à sa vérifiabilité et en les liant à la section « Notes et références ».
Le district de Betioky Sud est un district du sud-ouest de Madagascar situé dans la région d'Atsimo-Andrefana.